# Schizobopyrina urocaridis
Schizobopyrina urocaridis är en kräftdjursart som först beskrevs av Richardson1904.  Schizobopyrina urocaridis ingår i släktet Schizobopyrina och familjen Bopyridae.
Artens utbredningsområde är Mexikanska golfen. Inga underarter finns listade i Catalogue of Life.